# Martin Mayer (Politiker)
Martin Mayer (* 13. Oktober 1941 in Siegertsbrunn, Landkreis München, Oberbayern; † 30. November 2017 in Höhenkirchen-Siegertsbrunn) war ein deutscher Politiker (CSU). Vom 20. Dezember 1990 bis zum 18. Oktober 2005 war er für vier Wahlperioden Mitglied des Deutschen Bundestages.

## Ausbildung und Beruf
Mayer wurde als Sohn eines Landwirtsehepaars geboren. Nach Besuch der Hauptschule machte er zunächst eine Ausbildung zum Landwirt. Auf dem Zweiten Bildungsweg absolvierte Mayer das Abitur. Einem Studium der Agrarwirtschaft in Weihenstephan, Bonn und Paris folgte 1969 die Promotion. Zwischen 1966 und 1971 war Mayer Wissenschaftlicher Assistent an der Technischen Universität München in Freising-Weihenstephan, unter anderem als Experte für den Europäischen Entwicklungsfonds an der Elfenbeinküste. 1971 folgte eine Referendarzeit in München und Fürth mit Staatsexamen für den höheren landwirtschaftlichen Dienst einschließlich Lehramt. Anschließend war er als Landwirtschaftsrat an der Landesanstalt für Betriebswirtschaft und Agrarstruktur tätig. 1973 wurde er Landtagsreferent im Bayerischen Landwirtschaftsministerium.

## Familie
Martin Mayer war verheiratet und hat vier Kinder. Seine Frau war Bürgermeisterin der Gemeinde Höhenkirchen-Siegertsbrunn.

## Politische Tätigkeiten
Mayer war seit 1967 Mitglied der CSU und war von 1972 bis 1993 ehrenamtliches Mitglied im Kreistag des Landkreises München.
Als Vertreter seines Heimat-Wahlkreises München-Land war er von 1978 bis 1990 Mitglied des Bayerischen Landtages und dort Mitglied der Ausschüsse für Landesentwicklung und Umweltfragen sowie für Ernährung und Landwirtschaft.
Bei der Bundestagswahl 1990 gewann er für die CSU das Direktmandat im Wahlkreis München-Land. Mayer war bis 2005 Mitglied des Deutschen Bundestages. Mayer war Sprecher der CSU-Landesgruppe im Deutschen Bundestag für Bildung, Forschung, Medien, Kultur und Telekommunikation sowie als Berichterstatter der CDU/CSU-Bundestagsfraktion für Informations- und Kommunikationsdienste engagiert. Er war außerdem:
- 1991 bis 2005: Mitglied im Ausschuss für Bildung, Forschung und Technikfolgenabschätzung
- Stellvertretendes Mitglied im Ausschuss für Familie, Senioren, Frauen und Jugend
- 1991 bis 1998: Mitglied im Ausschuss für Europapolitik des Deutschen Bundestages
- 1995 bis 1998: Obmann der Enquete-Kommission Zukunft der Medien in Wirtschaft und Gesellschaft, Deutschlands Weg in die Informationsgesellschaft
- 2003 bis 2005: Mitglied der Enquete-Kommission Ethik und Recht der modernen Medien

## Autor
Nach seinem Ausscheiden aus dem Deutschen Bundestag schrieb er 2007 das Buch „Die andere Wallfahrt“. Darin berichtet er über die Fußwallfahrt von seinem Heimatort Siegertsbrunn bei München nach Assisi in Italien und über die anschließende gedankliche Auseinandersetzung mit der Frage, inwieweit sich die Kirchen in die Politik einmischen sollen. Weitere Bücher sind: „Splitter der Geschichte“ (2010), in dem er die Geschichten von Menschen in außergewöhnlichen Lebenslagen wie Krieg, Vertreibung und Flucht erzählt, sowie „Brief an meinen Bischof“ (2013), wo er über das Verhältnis von Bischöfen und Politik nachdenkt und christlichen Glaubensinhalten und Gottesbildern nachspürt.

## Engagements
Martin Mayer war Mitglied der Kuratorien folgender Max-Planck-Institute:
- Astrophysik und extraterrestrische Physik in Garching
- Quantenoptik in Garching (unter Leitung von Nobelpreisträger Theodor W. Hänsch)
- Biochemie und Neurobiologie in Martinsried

Mayer war seit 1962 Mitglied der katholischen Studentenverbindung K.D.St.V. Agilolfia Freising im CV.

## Auszeichnungen
2002: Bundesverdienstkreuz am Bande